# 托尔·托瓦尔森
托尔·托瓦尔森（挪威語：Thor Thorvaldsen，1909年5月31日—1987年6月30日），挪威男子帆船运动员。他曾代表挪威参加1936年、1948年、1952年和1956年夏季奥林匹克运动会帆船比赛，共获得二枚金牌。